# Gabríela Friðriksdóttir
Gabríela Friðriksdóttir (née en 1971 à Reykjavik, en Islande) est une peintre, sculptrice et vidéaste islandaise.
En dehors de sa contribution dans le monde de l'art, elle est connue pour sa collaboration avec la musicienne et chanteuse islandaise Björk. Les deux ont collaboré sur l'album Family Tree de la chanteuse, ainsi que sur le clip vidéo de la chanson Where Is The Line, sortie en 2005, issue de l'album Medúlla. Elle a représenté l'Islande la même année à de la Biennale de Venise, en Italie, avec la collaboration de Björk pour la musique et les installations vidéos de l'exposition. Elle créé en 2008 avec M/M (Paris) le Tree of Signs, une sculpture en bronze en pleine nature islandaise. En 2013, elle présente à la Biennale de Lyon son œuvre Crepusculum. En 2017, elle réalise le film Dies Irae pour Sacrifice, projet chorégraphique regroupant Erna Ómarsdóttir, Ragnar Kjartansson et Matthew Barney,. Elle 2018, elle présente une exposition de peintures à la Hverfisgallerí, au Hverfisgata 4 à Reykjavik.
En 2020, elle créé le décor de l'installation immersive Solastalgia par Pierre-Alain Giraud et Antoine Viviani, présenté au festival de Sundance et à la Galerie Nationale d'Islande.
Son travail a été associé au nouvel art gothique.